# (Everything I Do) I Do It for You
"(Everything I Do) I Do It for You" é uma power ballad escrita por Bryan Adams, Michael Kamen e Robert Lange, gravada pelo cantor Bryan Adams.
É o primeiro single do álbum Waking Up the Neighbours e serviu de banda sonora do filme Robin Hood: Prince of Thieves. A música ganhou um Grammy Awards na categoria "Best Song Written Specifically for a Motion Picture or Television" em 1992, tendo sido ainda nomeada nos Óscares na categoria "Best Song".
A música ainda foi colocada no nº 16 da Billboard's All Time Top 100.
Na 7ª temporada do Sitcom Family Guy (Uma Familia da Pesada), Stewie Griffin faz uma versão bastante divertida da música. Também é a canção com maior permanencia na parada Global Track Chart, com 19 semanas de liderança.

## Paradas
| Ano  | Parada             | Posição |
| ---- | ------------------ | ------- |
| 1991 | Adult Contemporary | 1       |
| 1991 | Mainstream Rock    | 10      |
| 1991 | Billboard Hot 100  | 1       |
| 1991 | Global Track Chart | 1(19x)  |